# Manuel Capela
Manuel Maria Nogueira Capela (9 maggio 1922 – ...) è stato un calciatore portoghese, di ruolo portiere.

## Carriera

### Club
Ha sempre giocato nel campionato portoghese.

### Nazionale
Con la Nazionale maggiore ha collezionato 5 presenze incassando 13 reti.

## Statistiche

### Presenze e reti in Nazionale
| Cronologia completa delle presenze e delle reti in nazionale ― Portogallo | Cronologia completa delle presenze e delle reti in nazionale ― Portogallo | Cronologia completa delle presenze e delle reti in nazionale ― Portogallo | Cronologia completa delle presenze e delle reti in nazionale ― Portogallo | Cronologia completa delle presenze e delle reti in nazionale ― Portogallo | Cronologia completa delle presenze e delle reti in nazionale ― Portogallo | Cronologia completa delle presenze e delle reti in nazionale ― Portogallo | Cronologia completa delle presenze e delle reti in nazionale ― Portogallo |
| Data                                                                      | Città                                                                     | In casa                                                                   | Risultato                                                                 | Ospiti                                                                    | Competizione                                                              | Reti                                                                      | Note                                                                      |
| ------------------------------------------------------------------------- | ------------------------------------------------------------------------- | ------------------------------------------------------------------------- | ------------------------------------------------------------------------- | ------------------------------------------------------------------------- | ------------------------------------------------------------------------- | ------------------------------------------------------------------------- | ------------------------------------------------------------------------- |
| 05-01-1947                                                                | Lisbona                                                                   | Portogallo                                                                | 2 – 2                                                                     | Svizzera                                                                  | Amichevole                                                                | -2                                                                        |                                                                           |
| 26-01-1947                                                                | Oeiras                                                                    | Portogallo                                                                | 4 – 1                                                                     | Spagna                                                                    | Amichevole                                                                | -1                                                                        |                                                                           |
| 25-05-1947                                                                | Oeiras                                                                    | Portogallo                                                                | 0 – 10                                                                    | Inghilterra                                                               | Amichevole                                                                | -6                                                                        |                                                                           |
| 09-04-1950                                                                | Oeiras                                                                    | Portogallo                                                                | 2 – 2                                                                     | Spagna                                                                    | Amichevole                                                                | -2                                                                        |                                                                           |
| 08-04-1951                                                                | Oeiras                                                                    | Portogallo                                                                | 1 – 4                                                                     | Italia                                                                    | Amichevole                                                                | -2                                                                        |                                                                           |
| Totale                                                                    |                                                                           | Presenze                                                                  | 5                                                                         |                                                                           | Reti                                                                      | -13                                                                       |                                                                           |